# Absolute Football
Absolute Football, aussi connu sous Viva Soccer en Amérique du Nord, Viva Football au Royaume-Uni, et 20 Reiki Striker Retsuden au Japon, est un jeu vidéo de football associatif, publié en 1998, sur console PlayStation et PC développé par Crimson Studio et publié par Virgin Interactive.

## Système de jeu
Le groupe fait participer chaque équipe internationale entre les coupes du monde entre 1958 et 1998 ; soit un total de 1 035 équipes pour 16 000 joueurs. Le jeu ne fait participer aucun commentateur, et fait usage des bruits de gradin et des voix des joueurs.
Au cours des matchs, le jeu diffuse quelques commentaires en français. Les joueurs reproduisent quasiment tous les coups et certains d'entre eux peuvent protester après une décision litigieuse de l'arbitre. Le joueur peut également jouer en noir et blanc avec Raymond Kopa ou Bobby Charlton.

## Accueil
Absolute Football est bien accueilli par l'ensemble de la presse spécialisée. L'agrégateur MobyGames lui attribue une moyenne générale de 70 %. Lightman de Jeuxvideo.com lui attribue une note de 12 sur 20 notant que « si vous avez déjà essayé une des références des jeux de foot sur PSX, vous aurez du mal à vous laisser prendre à Absolute Football. C'est dommage parce que la base de données du jeu, constituée de vrais joueurs et de vraies équipes, est extraordinaire. »